# Wendy (sångare)
Son Seung-wan (hangul: 손승완), mer känd under artistnamnet Wendy (hangul: 웬디), född 21 februari 1994 i Seoul, är en sydkoreansk sångerska.
Hon har varit medlem i den sydkoreanska tjejgruppen Red Velvet sedan gruppen debuterade 2014.

## Diskografi

### Singlar
| År   | Titel                                                                               | Topplacering          |
| År   | Titel                                                                               | Sydkorea (Gaon Chart) |
| ---- | ----------------------------------------------------------------------------------- | --------------------- |
| 2016 | "Spring Love" (med Eric Nam) SM Station                                             | 7                     |
| 2016 | "Have Yourself A Merry Little Christmas" (med Moon Jung-jae & Nile Lee) SM Station  | —                     |
| 2016 | "Sound of Your Heart" (med Seulgi, Sunny, Luna, Yesung, Taeil & Doyoung) SM Station | —                     |

### Soundtrack
| År   | Titel                             | Topplacering          | Serie                    |
| År   | Titel                             | Sydkorea (Gaon Chart) | Serie                    |
| ---- | --------------------------------- | --------------------- | ------------------------ |
| 2014 | "Because I Love You"              | 230                   | Mimi                     |
| 2015 | "Return" (med Yuk Jidam)          | 31                    | Who Are You: School 2015 |
| 2015 | "Let You Know"                    | 139                   | D-Day                    |
| 2016 | "Don't Push Me" (med Seulgi)      | 25                    | Uncontrollably Fond      |
| 2017 | "I Can Only See You" (med Seulgi) | 80                    | Hwarang                  |

## Filmografi

### TV-drama
| År   | Titel                  | Kanal | Roll      |
| ---- | ---------------------- | ----- | --------- |
| 2016 | Descendants of the Sun | KBS2  | cameoroll |